# جلكى قزوينية
جلكى قزوينية (الاسم العلمي: Caspiomyzon wagneri) هو نوع من الحيوانات يتبع جنس جلكى خزرية من فصيلة الجلكية.